# Joan Mas Martorell
Joan Mas Martorell "Collet" (Montuïri, 1949-2014). Sindicalista pagès mallorquí. Va ser fundador i president d'honor de la Unió de Pagesos de Mallorca.

## Biografia
Als 14 anys començà a fer feina de pagès amb els seus pares. Es va casar amb na Joana Tugores i varen tenir dos fills, en Joan i en Josep. En Joan i la seva companya feren molta de feina, amb en Toni “Perdut” de Campos, en Pep Estelrich "Turricano" de Sant Joan, en Pere Miralles “Malherba” de Montuïri, en Jaume Estrany de Mancor, en Llorenç Rigo d'Inca i altres pagesos mallorquins per posar en marxa un sindicalisme unitari, independent i democràtic. Aviat va néixer la Unió de Pagesos de Mallorca, l'abril de 1977, i en va ser el primer coordinador. Participà activament en les grans mobilitzacions pageses de finals dels setanta i primers vuitanta, amb més de 3.000 tractors a la carretera, pel preu del gasoli, pel preu de la llet o per les cambres agràries. L'any 1979 impulsà la creació de la revista "Mallorca Pagesa".
Va ser regidor independent en llista del PSM-Entesa Nacionalista a l'Ajuntament de Montuïri. A l'ombra de la Unió de Pagesos i d'en Joan Mas varen néixer iniciatives com l'agricultura ecològica, l'impuls a les races i varietats autòctones i es va reforçar el cooperativisme. Va ser un dels impulsors del situat de productors de Mercapalma on era un dels pagesos més acreditats i reconeguts.